# Frenguellicythere
Frenguellicythere is een geslacht van kreeftachtigen uit de klasse van de Ostracoda (mosselkreeftjes).

## Soort
- Frenguellicythere argentinensis Bertels-Psotka & Martinez, 1999